# Elminghausen
Elminghausen ist ein Dorf in Meinerzhagen. Es liegt im Westen des Sauerlands und gehört zum Märkischen Kreis. Der Ort liegt 5 km östlich vom Stadtkern von Meinerzhagen. Die A 45 verläuft in 3 km Entfernung westlich.

## Geografie
Nachbardörfer von Elminghausen sind Hohenhengstenberg, Hesselbecke, Breddershaus und Österfeld.